# 호레이스 그리그스 프럴
호레이스 그릭스 프럴(Horace Griggs Prall, 1881년 3월 6일, 뉴저지주 앰웰 ~ 1951년 4월 23일, 뉴저지주 램버트빌)은 미국의 정치인으로 뉴저지주 주지사 권한대행이다.

## 학력
- 1906 하버드 대학교
- 1908 뉴욕 대학교 법학대학원 법학학사

## 경력
- 1927 ~ 1928 제151·152대 뉴저지 하원의원
- 1928 ~ 1937 제152~161대 뉴저지 상원의원
- 1935 제77대 뉴저지 상원의장
- 1935.01 ~ 1935.01 뉴저지 주지사 권한대행
- 보통법원 판사